# Flexible Transgastrische Peritoneoskopie
Die Flexible Transgastrische Peritoneoskopie ist eine chirurgische Operationsmethode für Eingriffe im Bauchraum, die im Juli 2004 von einem US-amerikanischen Ärzteteam der Johns Hopkins University in der Fachzeitschrift Gastrointestinal Endoscopy vorgestellt wurde. Neuartig ist, dass mit dieser Methodik künftig selbst minimalinvasive Schnitte durch die Bauchdecke vermieden werden könnten.
In gewisser Weise stellt die FTP eine laparoskopische Methode dar, d. h. eine sog. Schlüssellochoperation, bei der ein möglichst kleiner Zugang zum Operationsgebiet gewählt wird. Die Instrumente, die für die FTP benutzt werden, ähneln bekannten Werkzeugen in der Chirurgie oder sind Weiterentwicklungen, optimiert auf die neue Zugangsart.
Endoskop und Operationsinstrumente werden hierbei durch Mund und Magen in die Bauchhöhle eingebracht. Bislang wurde diese Technik vermittels Leberbiopsien bei Schweinen unter Vollnarkose getestet. Die Versuche waren erfolgreich, bei keinem der Tiere traten Infektionen oder andere Komplikationen auf.

## Vorgehen
Zugang zum Magen verschafft sich der Operateur praktisch per Gastroskopie (gaster = griech. Magen, skopein = griech. sehen). Im weiteren Verlauf kann durch ein minimales Aufschneiden der Magenwand und des Bauchfells das Operationsbesteck zu den inneren Organen gebracht werden.
Viele Bauch- und Unterleibsorgane wie Leber, Bauchspeicheldrüse, Gallenblase oder Gebärmutter seien damit erreichbar. Die Magenwand heile rascher als Hautgewebe, so dass die Patientenbelastung verringert werde. Natürlich steht auch das nochmals verbesserte kosmetische Ergebnis nach einer solchen OP im Fokus.
Bevor die FTP an menschlichen Patienten zur Anwendung kommt, müssen die Forscher ihre Ausrüstung noch weiter verbessern.